# 梅西維爾 (堪薩斯州)
梅西維爾（英語：Macyville）為位在美國堪薩斯州克勞德縣的非建制地區。

## 歷史
此地區於1871年9月4日設立郵政局，原稱十英里村（Ten Mile），後來在1879年更名為梅西維爾，而郵政局已於1905年5月15日歇業。
此地區地名以首任郵政局長喬治·W·梅西（George W. Macy）命名。